# Roussines, Indre

Roussines este o comună în departamentul Indre, Franța. În 1 ianuarie 2022 avea o populație de 358 de locuitori.